# Asomiddin Hasanov
Asomiddin Hasanov (ur. 2000) – uzbecki zapaśnik walczący w stylu wolnym. 
Zajął 32. miejsce na mistrzostwach świata w 2022 roku.
Brązowy medalista mistrzostw Azji w 2024. Trzeci na mistrzostwach Azji juniorów 2022 roku.